# Fundus hypertonicus
Unter Fundus hypertonicus beschreibt man die chronischen Gefäßveränderungen der Netzhaut des Auges infolge eines Bluthochdrucks. Ab Stadium III (s. u.) spricht man von der seltenen Maximalform, der hypertensiven Retinopathie: Hier kann es durch eine exzessive Steigerung des Bluthochdrucks (Bluthochdruckkrise) sogar zu einer dauerhaften Schädigung der Netzhaut kommen.

## Symptome
Die Netzhautgefäßveränderungen im Rahmen eines Fundus hypertonicus führen in aller Regel zu keiner Minderung des Sehvermögens und werden somit vom Betroffenen auch nicht wahrgenommen. Dagegen kann eine hypertensive Retinopathie durchaus mit einer Abnahme der Sehschärfe oder Ausfällen im Gesichtsfeld (Skotom) einhergehen.

## Diagnostik
Durch eine Augenhintergrundspiegelung oder eine Gefäßdarstellung der Netzhaut mit einem Farbstoff (Fluoreszenz-Angiographie) kann der Augenarzt die Veränderung der Netzhaut nachweisen. Es zeigen sich hierbei unterschiedlich ausgeprägte Engstellungen der Arterien mit einer Zunahme des Gefäßwandreflexes. Je nach Ausmaß und Dauer der Veränderungen kann ein Fundus hypertonicus in vier verschiedene Schweregrade eingeteilt werden, wobei man ab Stadium III auch von der hypertensiven Retinopathie spricht:
- Stadium I: funktionelle Gefäßveränderung mit arteriolärer Vasokonstriktion und leicht vermehrter Venenfüllung
- Stadium II: ausgeprägte Gefäßengstellung mit Kaliberschwankungen. An arteriovenösen Kreuzungsstellen: die Vene kreuzt im stumpfen Winkel oder taucht an der Kreuzungsstelle in das Netzhautgewebe (Salus-Zeichen), Kupferdrahtarterien
- Stadium III: Gunn-Zeichen, streifige Blutungen, Cotton-Wool-Flecken (weiße Flecken im Augenhintergrund), harte Exsudate (Fettablagerungen)
- Stadium IV: Papillenschwellung, Silberdrahtarterien

## Therapie
Eine konsequente Einstellung des Bluthochdrucks auf normale Werte ist als kausale Therapie zu empfehlen (siehe hierzu Artikel Bluthochdruck). Fundusveränderungen können trotz Normalisierung der Blutdruckwerte bestehen bleiben. Nur in seltenen Fällen, im Rahmen einer hypertensiven Retinopathie, kann ein operativer Eingriff (z. B. Vitrektomie) notwendig werden.

## Ursachen
Der Bluthochdruck führt zu Spasmen der Blutgefäße.
Im Falle einer hypertensiven Retinopathie kann es infolge exzessiver Erhöhung des Bluthochdruckes zu einem Austritt von Flüssigkeit oder Blut in die Netzhaut oder in den Glaskörper kommen. Die Netzhaut kann auch durch einen Sauerstoffmangel (Ischämie) dauerhaft geschädigt werden.
Grundsätzlich kann ein Fundus hypertonicus bei jeder Art des Bluthochdrucks auftreten. Bei bestimmten Arten des Bluthochdrucks treten diese Veränderungen besonders häufig auf: renaler Hypertonie, Phäochromozytom, Eklampsie.
Wenn eine hypertensive Retinopathie im Rahmen der Schwangerschaftserkrankung Eklampsie auftreten, spricht man von eklamptischer Retinopathie.